# Donsol
Donsol es un municipio filipino de tercera clase, perteneciente a la provincia de Sorsogón, en la región de Bicolandia.

## Toponimia
El lugar puede aparecer referido como «Donsol» y «Donzol».

## Historia
Hacia mediados del siglo XIX, el lugar, por entonces perteneciente a la provincia de Albáy, tenía contabilizada una población de 2876 habitantes, repartidos en 479 casas. Aparece descrito en el segundo volumen del Diccionario geográfico, estadístico, histórico de las Islas Filipinas (1851) de Manuel Buzeta Núñez y Felipe Bravo con las siguientes palabras:

DONZOL ó DONSOL: pueblo, que forma jurisd. civil y ecl. con el de Quipia, en la isla de Luzon, prov. de Albay, dióc. de Nueva Cáceres: se halla sit. en los 127° 15' long., 12° 55' lat., en terreno llano, á la orilla izq. del r. de su mismo nombre; su clima es saludable, aunque sus naturales padecen por lo general, como todos los de esta prov., de una enfermedad cutánea, que sin duda es efecto del terreno que ocupan. En el dia tiene como unas 479 casas, en general de sencilla construccion, pudiéndose distinguir entre ellas, como mas notables, la casa parroquial y la de comunidad ó de justicia, donde se halla la cárcel. Hay escuela de primeras letras, á la que concurren muchos alumnos, dotada de los fondos del comun, é igl. parr. de buena fábrica, servida por un cura secular. Próximo á esta se halla el cementerio, que está bastante bien situado, y disfruta de buena ventilacion. Comunícase por el r. de su mismo nombre con Quipia, dist. 3 leguas, y recibe el correo semanal establecido en la isla, en dias indeterminados. El term. confina por E. con el puerto de Sorsogon; por N. con el monte Quituinan (comprendiendo en este térm. y el del pueblo de Quipia); por O. en la prov. de Camarines-Sur, que se divide de la de Albay por esta parte con el r. Donzol; y por S. con el mar: dist. ¼ de leg. al S. de este pueblo, se encuentra su anejo Oged, á la orilla der. del r. Ugut, é inmediato á la izq. de la embocadura; ½ leg. dist. al E., á la entrada del puerto de Putiao y sobre la punta de Dumaguit, el baluarte llamado de Ugut. En este puerto, que es bastante seguro, desemboca el r. de Tuaurian, el cual recibe bastantes afluentes antes de desaguar en el puerto, que tambien recibe por el N. las aguas de otros riach., que se hallan al E. de Donzol: siguiendo la misma direccion y por la costa, se encuentra la ensenada de Palatuan, que forma la punta Cutcut á la der., y la de Bantique á la izq., sobre la cual se halla el baluarte del mismo nombre, y ¾ leg. dist. en la misma direccion al E. y unas 3 leg. de Donzol, en la costa, se halla Macalaga, guardia ó bantay, que está ya casi á la entrada del puerto de Sorsogon: estiéndese el térm. por esta parte hasta unas 5 leg. de Donzol, desde donde pertenece ya al pueblo de Bolabog; numerosos r. en tan corto espacio, riegan el terreno, yendo todos en direccion recta al S. á desaguar en el mar. El principal que baña el térm. de este pueblo es el Tauarian, que bajando de los montes Montugon se dirije hácia el S. O. recibiendo por la parte del N. numerosos afluentes, á cuyas orillas se encuentran los anejos de Dorogan, (dist. 2 ¾ leg. de Donzol); Nasi (2 ½); Inas (3); y Montugan (4); todos ellos al N. E. de dicho pueblo; 1 leg. al N. se halla Donzol el Viejo, á la orilla izq. del referido r. Donzol, á la der. del cual, y en su desagüe, está el baluarte de Donzol ½ hora del pueblo, en la parte del S. y sobre la costa. El terreno es muy fértil, y como hemos dicho, está bañado por muchos r.; en él abundan los montes donde se crian buenas maderas de construccion, muchas raices alimenticias, frutas silvestres, caza mayor y menor, como búfalos, venados, javalies, gallinas, palomas, etc.: tambien se coje mucha miel y cera, que depositan las abejas en los huecos de los troncos de los árboles, y en todos los parajes que hallan á propósito para ello. prod. arroz, en abundancia, maiz, algodon, trigo, pimienta, café, abaca, cacao, y muchas clases de frutas. ind.: además de la agricultura se dedican los naturales á la fabricacion de tejidos finos de abaca, á la de los del algodon, y á la de unas esteras ó petates finos de palma. Tambien se ocupan en la estraccion de aceite del cacao, en la caza, y en la pesca. El com. consiste en la venta que hacen en la cab. de la prov., de todas las prod. que esceden de la cantidad necesaria para su uso y consumo doméstico, como son especialmente, el arroz, la miel, la cera, el aceite, etc. pobl. 2,876 alm., 447 trib., que ascienden á 4,470 rs plata, equivalentes á 11,150 rs. vn.
(Buzeta y Bravo, 1851, pp. 24-25)

En 2020, tenía censados 50 281 habitantes.